# Triumph Motor Car Company
Triumph Motor Car Company war ein US-amerikanischer Hersteller von Automobilen.

## Unternehmensgeschichte
John H. Behrens gründete 1907 das Unternehmen in Chicago in Illinois. Im gleichen Jahr begann die Produktion von Automobilen. Der Markenname lautete Triumph. C. L. Halladay war Superintendent. Eric B. Christopher war für das Verkaufen zuständig. Er brachte seine beiden Brüder M. E. und R. B. mit ins Unternehmen. Im August 1907 kauften Vincent Hugo Bendix und O. M. Delauney, die vorher für die Holsman Automobile Company tätig waren, das Unternehmen. 1912 endete die Produktion. Es gab keine Verbindung zur Triumph Motor Vehicle Company, die ein paar Jahre vorher den gleichen Markennamen verwendete.

## Fahrzeuge
Alle Fahrzeuge hatten einen Vierzylindermotor. Besonderheit war eine Vorrichtung zum Starten des Motors.
1907 hatte das Model A einen 30-PS-Motor, ein Fahrgestell mit 274 cm Radstand und war als Runabout mit zwei und drei Sitzen karosseriert. Im Model B leistete der Motor 45 PS. Der Radstand betrug 287 cm. Der offene Tourenwagen bot Platz für fünf Personen.
1908 waren beide Modelle mit 30 PS sowie 288 cm Radstand angegeben. Model A wurde nun als Roadster mit zwei und drei Sitzen bezeichnet.
1909 wurde die Motorleistung auf 35 PS erhöht. Das Model A hatte 277 cm Radstand. Das Model B mit 287 cm Radstand war nun zusätzlich als Limousine erhältlich.
Von 1910 bis 1911 leistete der Motor 40 PS. Beim Model B wurde der Radstand auf 290 cm verlängert. Die Limousine entfiel.
1912 sah eine Reduzierung der Motorleistung auf 35 PS. Der Radstand betrug 290 cm beim Model A und 300 cm beim Model B.

## Modellübersicht
| Jahr      | Modell  | Zylinder | Leistung (PS) | Radstand (cm) | Aufbau                          |
| --------- | ------- | -------- | ------------- | ------------- | ------------------------------- |
| 1907      | Model A | 4        | 30            | 274           | Runabout 2-sitzig und 3-sitzig  |
| 1907      | Model B | 4        | 45            | 287           | Tourenwagen 5-sitzig            |
| 1908      | Model A | 4        | 30            | 288           | Roadster 2-sitzig und 3-sitzig  |
| 1908      | Model B | 4        | 30            | 288           | Tourenwagen 5-sitzig            |
| 1909      | Model A | 4        | 35            | 277           | Roadster 2-sitzig und 3-sitzig  |
| 1909      | Model B | 4        | 35            | 287           | Tourenwagen 5-sitzig, Limousine |
| 1910–1911 | Model A | 4        | 40            | 277           | Roadster 2-sitzig und 3-sitzig  |
| 1910–1911 | Model B | 4        | 40            | 290           | Tourenwagen 5-sitzig            |
| 1912      | Model A | 4        | 35            | 290           | Roadster 2-sitzig und 3-sitzig  |
| 1912      | Model B | 4        | 35            | 300           | Tourenwagen 5-sitzig            |